# Santa Maria "Rainha da Paz" em Ostia Mare (título cardinalício)
O Título cardinalício de Santa Maria "Rainha da Paz" em Ostia Mare (em latim: Sanctae Mariae Reginae Pacis ad litus Ostiense) foi instituído pelo Papa Paulo VI em 5 de março de 1973. Sua sede se encontra na região de Óstia, em Roma, na Igreja Santa Maria "Regina Pacis" in Ostia mare.

## Titulares
- James Darcy Freeman (1973-1991)
- Paul Joseph Pham Ðình Tung (1994-2009)
- Laurent Monsengwo Pasinya (2010-2021)
- William Goh Seng Chye (desde 2022)